# Нагави, Стив
Стив Нагави (англ. Steve Naghavi; род. 26 мая 1970, Тегеран, Иран) — немецкий музыкант, DJ и певец иранского происхождения. Солист, автор музыки, продюсер и фронтмен группы And One.  

## Биография
Родился в Тегеране, в полуиранской (по отцу) семье. Назван в честь Стива Маккуина. В начале восьмидесятых с семьей переехал в Западный Берлин, округ Нойкёльн, район Бриц, где находились общежития.
В 1981 на блошином рынке за десять марок он купил первую в своей жизни пластинку – «Speak and Spell» Depeche Mode. На их концерт впервые попал в 1987. Дэйв Гаан стал его «героем детства до 1993 года». Согласно легенде, в подростковом возрасте, при попытке создать прическу своего кумира, из-за ошибки Джоука, «бывшего за парикмахера», появилась его собственная прическа.
В 1988 в Linientreu Нагави познакомился с Крисом Руйцем. Была создана группа Body Project, позже сменившая название на известное теперь And One. Примерно тогда же Нагави оставил учёбу ради более плотной работы над музыкой. Первые годы выступления совмещал с работой, поскольку возможность «зарабатывать на жизнь» музыкой появилась только во времена второго альбома.

В настоящее время, помимо работы в And One, занимается фотографией.